# Neoregelia brevifolia
Neoregelia brevifolia là một loài thực vật có hoa trong họ Bromeliaceae. Loài này được L.B.Sm. & Reitz mô tả khoa học đầu tiên năm 1968.